# Чебрець найгарніший
Чебрець найгарніший або чебрець гарний (Thymus pulcherrimus) — вид рослин родини глухокропивові (Lamiaceae), поширений у центральній Європі. Етимологія: лат. pulcherrimus — «найгарніший».

## Опис
Багаторічна рослина 1.5–10 см завдовжки. Стебла повзучі, дещо дерев'янисті. Бічні жилки зростаються одна з одною на краю листка, утворюючи жилку, що облямовує листок. Рослина мезофільна, з черешчатими яйцеподібними або яйцеподібно-трикутними тонкими листками, 5–10 мм завдовжки, 3–6 мм завширшки, з квітконосними пагонами 2–6 см заввишки, запушеними на 2 протилежних гранях поперемінно від міжвузля до міжвузля. Горішки кулясті або дещо овальні, 0.7–0.9 × 0.6–0.7 мм, поверхня комірчаста, слабо блискуча, темно-коричнева. 2n=56, 60.

## Поширення
Європа: Польща, Чехія, Словаччина, Україна, Румунія. Цей таксон включений до Червоного списку як такий, що перебуває під критичною загрозою.
В Україні зростає на субальпійських луках і відслоненнях — у Карпатах.